# Bulbophyllum nubinatum
Bulbophyllum nubinatum là một loài phong lan thuộc chi Bulbophyllum.